# Cutis laxa
Cutis laxa  или pachydermatocele је група ретких поремећаја везивног ткива код којих кожа постаје нееластична и лабаво виси у наборима. Израз "сutis laxa" је латински назив за опуштену кожу, а ово стање карактерише кожа која је опуштена и није растезљива (нееластична). Кожа често виси у лабавим наборима, због чега лице и други делови тела имају опуштен или наборани изглед. Екстремно наборана кожа може бити посебно уочљива на врату, пазуху и препонама.
Cutis laxa такође може утицати на везивно ткиво у другим деловима тела, укључујући срце, крвне судове, црева и плућа. Поремећај може изазвати проблеме са срцем и абнормално сужавање, избочење или кидање критичних крвних судова. Погођене особе могу имати меке избочине у доњем делу стомака (кила) или око пупка (пупчана кила). Врећице које се називају дивертикуле могу се развити и у зидовима одређених органа, као што су бешика и црева. Током детињства, неки људи са сutis laxa развијају доживотну болест плућа која се зове емфизем, што може отежати дисање. У зависности од тога који су органи и ткива захваћени, знаци и симптоми сutis laxa могу варирати од благих до опасних по живот.

## Знаци и симптоми
Карактерише га кожа која је опуштена, виси, наборана и нема еластичност. Опуштена кожа може бити генерализована или локализована. Биопсије су показале смањење и дегенерацију дермалних еластичних влакана у захваћеним деловима коже.

## Узроци
Cutis laxa је повезан са недостатком или одсуством еластинских влакана у екстрацелуларном матриксу. Ово може бити повезано са смањеном синтезом еластина или структурним дефектима у екстрацелуларном матриксу.
Многи гени повезани са аутозомно доминантним и аутосомно рецесивним облицима сutis laxa укључени су у формирање и функцију еластичних влакана, која су танки снопови протеина који пружају снагу и флексибилност везивном ткиву у целом телу. Еластична влакна омогућавају кожи да се истегне, плућа да се прошире и скупљају, а артеријама да се носе са крвљу која тече кроз њих под високим притиском.
Cutis laxa може бити узрокован мутацијама у генима: ELN, ATP6V0A2, ATP7A, FBLN4, FBLN5, и PYCR1. Сродни неурокутани синдром може бити узрокован мутацијама гена ALDH18A1 (P5CS). Cutis laxa се такође може видети у вези са наследним поремећајима везивног ткива као што је Елерс-Данлос синдром. Други синдром повезан са cutis laxa је Ленц-Мајевски синдром који је последица мутације гена фосфатидилсерин синтазе 1 (PTDSS1).
Насупрот томе, стечена cutis laxa често има окидач као што је уртикарија, лекови (као што је пеницилин) или неоплазме. Стечена cutis laxa такође може бити имунолошки посредована, јер може укључити дермални депозит имуноглобулина и може се јавити код аутоимуних болести. Стечена cutis laxa је повезана са наслагама грануларног имуноглобулина А, као и са обилним неутрофилима. Једна хипотеза за узрок је прекомерно ослобађање еластазе из неутрофила и макрофага. Такође се сматра да мутације у генима еластина (ЕЛН) и фибулина-5 (ФБЛН5) могу повећати осетљивост еластичних влакана на инфламаторну деградацију у стеченој cutis laxa-и.
Стечена cutis laxa је такође виђена у комбинацији са бројним стањима укључујући: реуматоидни артритис, системски еритематозни лупус, целијакију и моноклоналне гамопатије. Такође се може јавити као постинфламаторни одговор након уртикарије. Уртикаријски фибробласти коже су показали 2 до 3 пута повећање активности еластазе код пацијената са стеченим cutis laxa.

## Наслеђивање
Cutis laxa може имати аутозомно доминантни, аутозомно рецесивни или Х-везани рецесивни образац наслеђивања. Аутозомно доминантно наслеђе значи да је једна копија измењеног гена у свакој ћелији довољна да изазове поремећај. Већина случајева овог облика поремећаја је узрокована варијантама гена ELN. Ретко, случајеви сutis laxa који су резултат варијанти гена FBLN5 или варијанти гена ALDH18A1 могу имати аутозомно доминантни образац наслеђивања.
Варијанте гена FBLN5, EFEMP2, LTBP4, ATP6V0A2, PYCR1, и ALDH18A1 могу изазвати аутозомно рецесивне облике сutis laxa-е. Аутозомно рецесивно наслеђивање значи да обе копије гена у свакој ћелији имају варијанте. Родитељи појединца са аутозомно рецесивним стањем сваки носе по једну копију измењеног гена, али обично не показују знаке и симптоме стања.
Синдром окципиталног рога има Х-везан рецесивни образац наслеђивања. То је резултат варијанти гена ATP7A, који се налази на Х хромозому. Х хромозом је један од два полна хромозома. Код мушкараца (који имају само један Х хромозом), једна измењена копија гена у свакој ћелији је довољна да изазове стање. Код жена (које имају два Х хромозома), варијанта би се морала појавити у обе копије гена да би изазвала поремећај. Пошто је мало вероватно да ће жене имати две измењене копије овог гена, мушкарци су много чешће погођени Х-везаним рецесивним поремећајима него жене. Карактеристика наслеђа везаног за Х је да очеви не могу пренети особине везане за Х на своје синове.

## Третман
Од 2019. не постоји третман за cutix laxa-у. Често се саветују поступци који имају за циљ ублажавање симптома и идентификацију каснијих стања. Ниједан фармаколошки агенс није успео да заустави напредовање болести. Међутим, естетске операције су потенцијално опција јер cutix laxa генерално не укључује васкуларну крхкост.